# 王丽涓谋杀案
王丽涓谋杀案（英語：Murder Canny Ong）是一宗马来西亚的谋杀案，被害人王丽涓（Canny Ong Lay Kian）于2003年6月13日至6月14日，在马来西亚首都吉隆坡的孟沙购物中心遭凶手先奸后杀。案件由于犯案手法非常残忍而轰动一时。2016年9月23日，凶手阿末纳吉（Ahmad Najib Aris）在加影监狱被执行死刑。

## 人物简介

### 王丽涓
王丽涓（1974年7月18日—2003年6月13日）马来西亚华印裔混血儿，自小聪慧、品学兼优，中学毕业后远赴美国夏威夷太平洋大学求学，毕业后在当地一家企业任职市场分析员，25岁嫁给来自新加坡的王奕天，两人从此定居在美国加州圣地牙哥，成为人人称羡的模范夫妻。
后来，在2003年初，王丽涓的父亲患上了癌症。同年6月1日，她选择回到马来西亚看望生病的父亲。幸运的是，她父亲的病情好转并正在康复中，因此王丽涓将于2003年6月14日返回美国。

### 阿末纳吉
阿末纳吉（英語：Ahmad Najib bin Aris；1976年—2016年6月13日）在柔佛麻坡出生和长大。他的出生日期为1976年。阿末纳吉是家里四个兄弟姐妹中的第二个。
阿末纳吉在中学读到中三，然后他没有继续最后两年的中学教育（马来西亚中学教育五年）便辍学，因为他必须工作来照顾家人。1998年，他从麻坡搬到吉隆坡。
阿末纳吉后来结婚并育有两个孩子，并自2000年起在马来西亚航空公司担任机舱清洁工。据认识他的人说，阿末纳吉是一个品行端正、工作认真负责的人。

## 案发过程
2003年6月初，王丽涓得知父亲患上肾病动手术后，独自返回马来西亚照顾父亲，与母亲及妹妹一同陪伴。6月13日，她在返回美国前夕，驾驶父亲的车与家人前往吉隆坡孟沙购物广场参加饯行会。然而，在缴付停车费后，她被一名男子挟持并推入车内，随后失踪。警方调查后在工业区附近的沟渠内发现了她被烧焦的尸体，确认为王丽涓。警方迅速逮捕了3名嫌犯，包括与王丽涓同在车内的阿末纳吉，经过调查发现王丽涓在被掳走后遭受性侵犯和刺伤，最终被勒死并焚尸。

## 政府回应
时任首相马哈迪·莫哈末在内阁会议后针对该案下令采取更严厉的打击措施，以遏制马来西亚不断上升的犯罪率。当局在案发后开始研究是否需要加大对犯罪行为的处罚力度，同时研究加快对嫌疑人提起诉讼的方法。在同一次内阁会议上，马哈迪政府还向所有购物中心发出了加强安全的指令。

## 判决
2005年2月23日，沙亚南高庭判决被告阿末纳吉谋杀王丽涓的罪名成立，判处死刑，强奸罪名被判最高刑罚，监禁20年及鞭笞10下。
2007年3月5日，上诉庭驳回阿末纳吉的上诉，他因此再向联邦法院提出最后上诉。2009年3月27日，联邦法院认为阿末纳吉的罪证确凿，维持死刑判决。

## 执行死刑
2016年9月23日，《马来前锋报》引述消息指出，犯人阿末纳吉在加影监狱被执行死刑，其遗体会送至加影医院后方的穆斯林坟墓安葬。消息人士透露，阿末纳吉的家属在其行刑前不久才从监狱接获消息，阿末纳吉年迈的母亲因生病卧床，而无法前去监狱见其最后一面。